# 에른스트 모이만

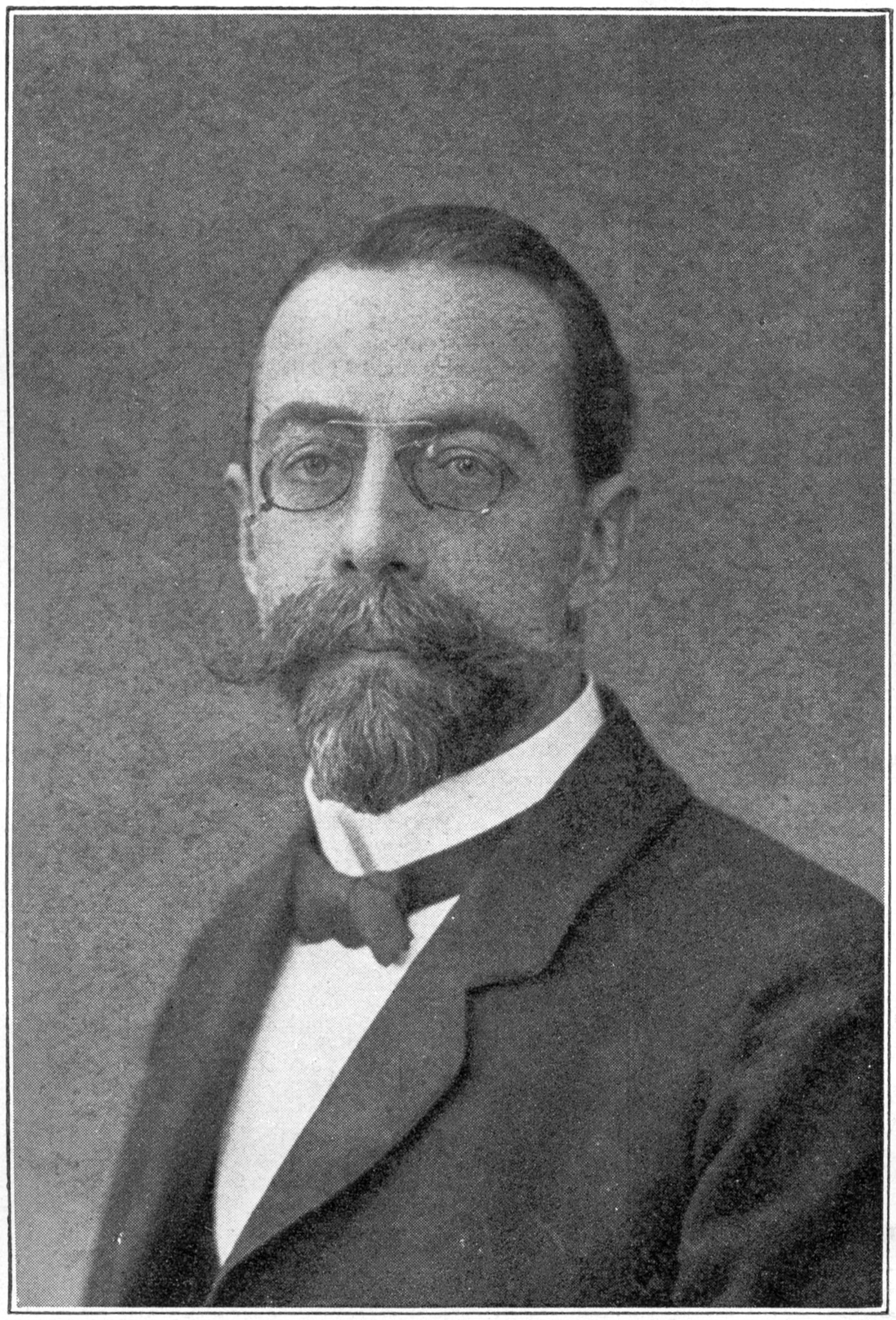
에른스트 모이만'

에른스트 모이만(Ernst Meumann, 1862년 8월 29일 ~ 1915년 4월 26일)은 독일의 심리학자이며 미학자이자 교육학자이다.
목사의 아들로 출생하여, 베를린·할레·본 등의 대학에서 신학을 수학한 후, 라이프치히 대학의 분트(W. Wundt, 1832-1920)에게서 실험심리학을 사사(師事)하고, 취리히·쾨니히스베르크·할레·함부르크 대학에서 교수를 역임했다. 그의 중요 저서로는 <기억의 경제와 기술>(1908), <학습경제 및 기술에 대하여>(1903), <아동의 언어>(1903), <지성과 의지>(1907), <실험교육학입문강의>(1907-1920) 등이 있다. 그는 종래의 교육학은 교육의 목적으로부터 교육학을 연역하려 하기 때문에 주관적 편견과 독단에 빠지기 쉽다고 보고, 교육사실에 대한 과학적 실험연구를 기초로 하여 새로운 교육학 건설의 필요성을 주장하였다. 그러나 그가 생각하는 실험교육학은 연구의 영역을 교육이념과 교육사실의 두 영역으로 구분하고, 실험이 가능한 것은 후자의 영역으로 보고 있다. 그는 실험교육학에서 연구할 사항으로 ① 아동의 신체 및 정신적인 발달, ② 아동 개인의 성격·지능 및 소질, ③ 교육 및 교수방법의 규칙 설정, ④ 학교조직 등을 들고 있다. 그의 실험교육학 사상은 영국의 러스크(R. Rusk), 프랑스의 비네(Alfred Binet), 미국의 홀(S. Hall), 저드(C. Hubbard Judd) 등에 영향을 주어 교육의 심리적 실험연구를 성취하게 하였다.

## 같이 보기
- 실험주의 (교육사상)
- 교육사상